# رينو 20/30
رينو 20/30 سيارة من إنتاج مصنع السيارات الفرنسي رينو.وتصنف السيارة كـ سيارة رسمية.إصدار هذا الموديل جاء تعويضا لموديل رينو 16 وتلاه رينو 25.
بدأ إنتاجها سنة 1975 واستمر إلى غاية سنة 1983.